# Johanniterwald
Der Johanniterwald ist ein Natur- und Landschaftsschutzgebiet im Naturraum Offenburger Rheinebene in Baden-Württemberg. Es ist ein naturnaher Auwald mit standortgerechter Baumartenzusammensetzung und Lebensraum einer schutzwürdigen Vogelwelt.

## Geographie
Das Naturschutzgebiet liegt auf dem Gebiet der Gemeinden Kenzingen und Rheinhausen im Breisgau auf den Gemarkungen Kenzingen und Oberhausen im Landkreis Emmendingen in Baden-Württemberg. Es liegt 3,5 Kilometer südwestlich von Herbolzheim, knapp drei Kilometer nordwestlich von Kenzingen und grenzt unmittelbar westlich an die Bundesautobahn 5.
Das  Waldgebiet mit dem Naturschutzgebiet bildet mit einem kurzen Abstand den südlichen Abschluss des Naturschutzgebietes Elzwiesen und liegt zwischen der Elz im Norden und dem Leopoldskanal im Süden, einem Kanal zur Hochwasserentlastung der Elz.

## Steckbrief
Das Gebiet wurde per Verordnung am 27. September 1979 als Naturschutzgebiet ausgewiesen und wird unter der Schutzgebietsnummer 3.110 beim Regierungspräsidium Freiburg geführt. Es hat eine Fläche von 57,5 Hektar und ist in die IUCN-Kategorie IV, ein Biotop- und Artenschutzgebiet, eingeordnet. Die WDPA-ID lautet 82018 und entspricht dem europäischen CDDA-Code und der EUNIS-Nr.
Der wesentliche Schutzzweck „ist die Erhaltung des Johanniterwaldes und seiner näheren Umgebung als Lebensraum, insbesondere als Brut- und Nahrungsgebiet einer schutzwürdigen Vogelwelt mit seltenen, zum Teil vom Aussterben bedrohten Vogelarten, sowie als naturnaher Auewald mit standortgerechter Baumartenzusammensetzung.“
Das NSG wird umschlossen von einem 96,1 Hektar großen Landschaftsschutzgebiet, das ebenfalls den Namen Johanniterwald trägt und als Ergänzungsfläche dient. Gleichzeitig besteht das Vogelschutzgebiet „Johanniterwald“ (Nr. 7712-403), das mit dem NSG deckungsgleich ist. Es ist außerdem Teil des 4.929 Hektar großen FFH-Gebiets „Taubergießen, Elz und Ettenbach“.